# 大淵 (富士市)
大淵（おおぶち）は、静岡県富士市の地名。郵便番号は417-0801。

## 地理・歴史

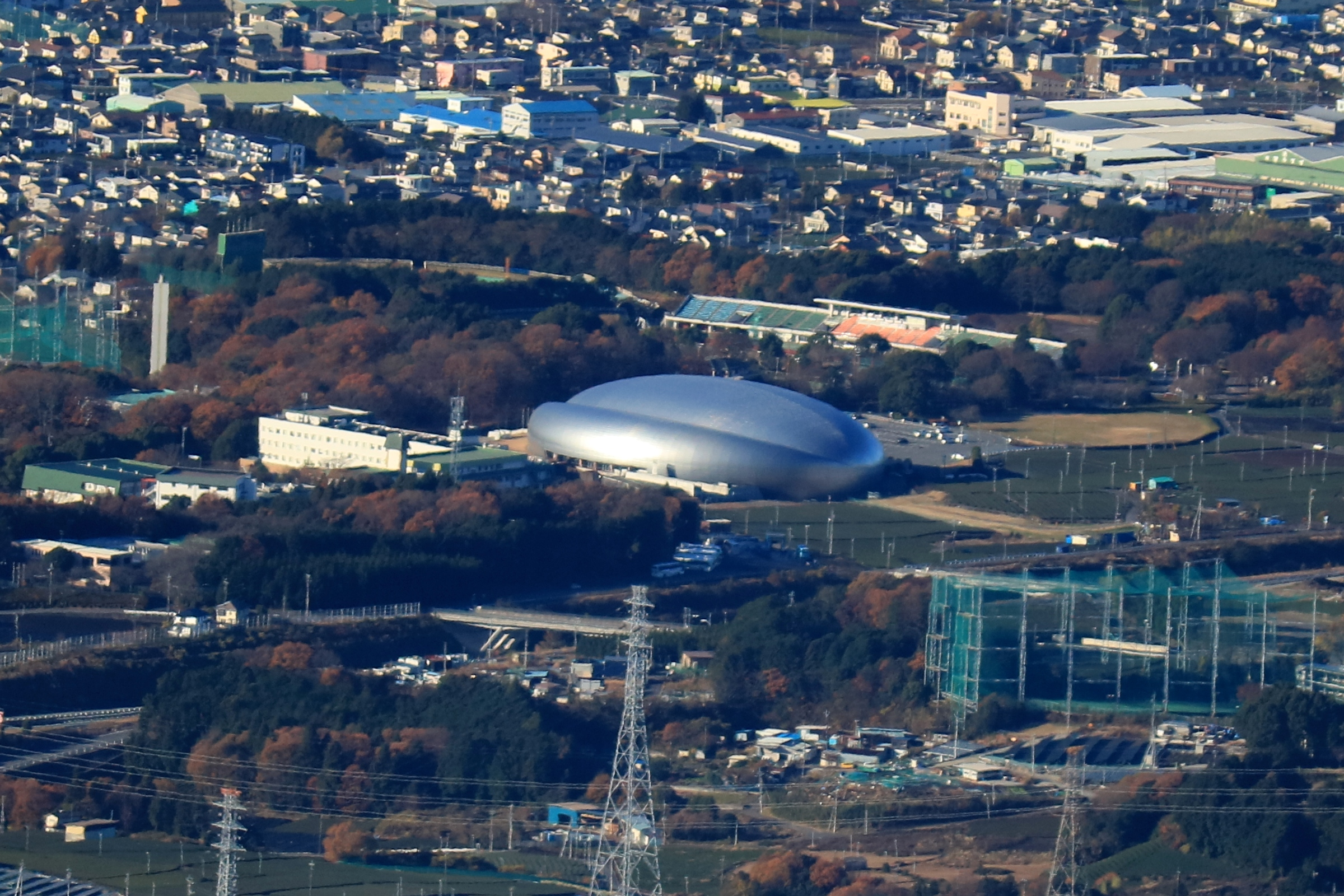
富士水泳場

自然豊かな地区であり、大淵の北部は富士箱根伊豆国立公園の区域内である。また茶畑が点在し、例えば静岡県富士水泳場は「茶畑の台地に一粒の滴が光る」というイメージを基にデザインされた。
大淵には富士山の噴火地点が確認され、その際流出した溶岩は「大淵丸尾溶岩流」と呼称されている。また富士登山口の村山口まで至る村山道が通過し、大淵に道標が点在している。

## 出来事
- 1974年（昭和49年） 大淵字横沢に仏祥庵の前身が設立される[3]
- 1983年（昭和58年） 仏祥庵火災、19人が一酸化炭素中毒で搬送される[4][5]
- 1985年（昭和60年） 仏祥庵火災、児童らの死亡が確認される[4]
- 1990年（平成2年）公私協力方式による常葉学園富士短期大学が開校。用地32,9997平方メートルが富士市から無償譲渡される[注釈 1]。
- 2000年（平成12年）常葉学園富士短期大学を改組し富士常葉大学が開校。富士市から私有地の運動場用地48,672平方メートルを無償譲渡される[注釈 2]。
- 2002年（平成14年）富士水泳場竣工
- 2018年（平成30年）富士常葉大学が閉学。

## 施設
- 静岡県富士水泳場